# ImpressPages CMS
ImpressPages CMS  — система управління вмістом з відкритим кодом, принцип використання якої побудований на максимальній простоті та зручності для адміністратора сайту.
Написана на мові програмування PHP з використанням бази даних MySQL, бібліотеки jQuery. Ліцензія — GNU General Public License v3.0.
Сфера застосування — сайти-візитки, каталоги продукції. Є модуль «блог», але він недосконалий (відсутня можливість розбивання повідомлень по сторінках, усі повідомлення знаходяться на одній сторінці).

## Можливості
- шаблонна система html-код зі вставками PHP-«міток» для виводу даних;
- можливість створення необмеженої кількості сторінок, у тому числі — вкладених;
- миттєва публікація;
- візуальний редактор TinyMCE;
- робота в адмініструванні характеризується принципом «перетягнув — додав — зберіг»;
- підтримка вебстандартів (XHTML, CSS);
- базова кількість модулів: ;
- наявність ЛЗУ (людино-зрозумілий URL);
- SEO-оптимізована система;
- українська та російська мова інтерфейсу;
- мультимовність.

## Недоліки
- немає можливості редагувати шаблон безпосередньо в панелі адміністрування;